# 303

## Nașteri
- Flavius Magnus Magnentius, uzurpator roman (350-353), (d. 353)

## Decese
- 23 aprilie: Sfântul Gheorghe militar roman, martir și sfânt creștin din secolul al IV-lea (n. 275)
- dată necunoscută: Vitus sfânt (n. 290)
- dată necunoscută: Erasmus din Antiohia  (n. ?)
- dată necunoscută: Sfântul Mina  (n. 285)
- 8 mai: Agatius sfânt crestin (n. ?)
- dată necunoscută: Sfântul Chiriac  (n. ?)
- 7 iulie: Procopie de Scythopolis  (n. ?)
- dată necunoscută: Felix și Adauctus martiri creștini din Roma (n. ?)
- 21 aprilie: Alexandra Romana  (n. ?)
- dată necunoscută: Sfântul Neofit  (n. ?)